# 格多夫區

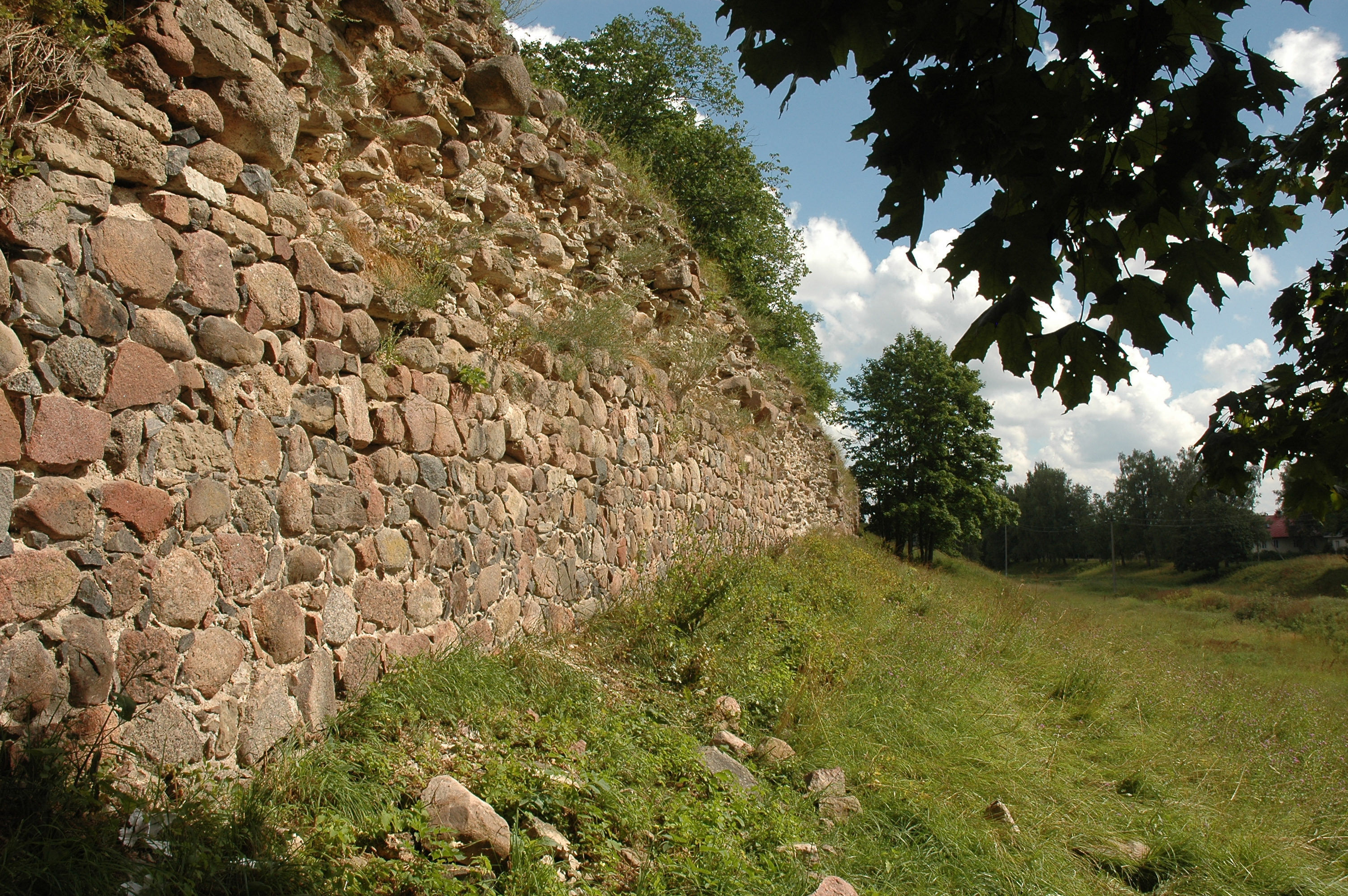

58°45′N 27°49′E / 58.750°N 27.817°E
格多夫區（俄语：Гдовский район），是俄羅斯的一個區，位於該國西北部，由普斯科夫州負責管轄，面積3,400平方公里，2010年人口12,792，人口密度每平方公里3.76人。